# Hulstina formosata
Hulstina formosata là một loài bướm đêm trong họ Geometridae.